# Cerro Asisa
Pour les articles homonymes, voir Asisa.
Le cerro Asisa est un sommet du massif de Parú-Euaja dans l'État d'Amazonas au Venezuela. Les ríos Asisa et Viecura y prennent leur source.